# Xian de Hanyuan
Le xian de Hanyuan (汉源县 ; pinyin : Hànyuán Xiàn) est un district administratif de la province du Sichuan en Chine. Il est placé sous la juridiction de la ville-préfecture de Ya'an.

## Démographie
La population du district était de 342 078 habitants en 1999.